# Raión de Shyriaieve

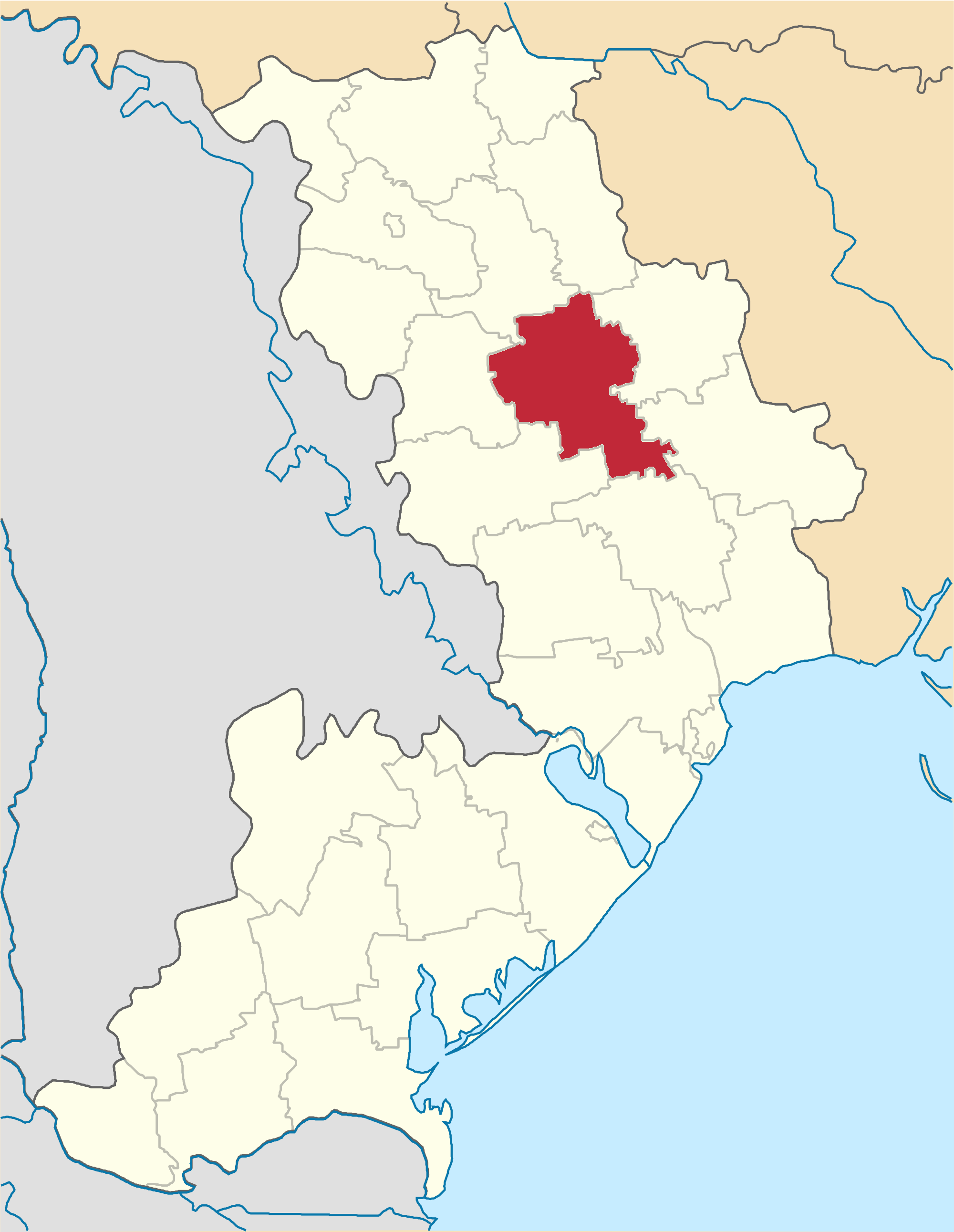
Localización del Raión de Shyriaieve en el óblast de Odesa

El Raión de Shyriaieve (ucraniano: Ширяївський район) es un distrito del óblast de Odesa en el sur de Ucrania. Su centro administrativo es la ciudad de Shyriaieve.
Tiene una superficie total de 1.502 km² y, según el censo de 2001, tiene una población de aproximadamente 30.000 habitantes.